# Griffin Gluck
Griffin Alexander Gluck (Los Ángeles, California, 24 de agosto de 2000) es un actor estadounidense, conocido por su papel de Michael Murphy en la película de comedia romántica dirigida por Dennis Dugan, Just Go With It.
Tiene una hermana Caroline Paris Gluck, sus padres son Cellin Gluck (Productor de cine) y Karin Beck.

## Filmografía
| Cine               | Cine                                               | Cine                             | Cine                        |
| Año                | Título                                             | Rol                              | Notas                       |
| ------------------ | -------------------------------------------------- | -------------------------------- | --------------------------- |
| 2009               | Saidoweizu                                         | chico de la farmacia             |                             |
| 2011               | The Council of Dads                                | Daniel Wells                     | película para televisión    |
| 2011               | Just Go with It                                    | Michael / Bart                   |                             |
| 2011               | A Boy's Life                                       | Max                              | cortometraje                |
| 2013               | Trust Me                                           | Phillip                          |                             |
| 2014               | Just Before I Go                                   | Randy Morgan                     | Post-Producción             |
| 2014               | Noé                                                | joven Sam                        |                             |
| 2014               | Revival!                                           | Lucifer                          |                             |
| 2016               | Why Him? Middle School: The Worst Years of My Life | Scott Fleming Rafe Khatchadorian | actuando como "superfucker" |
| 2019               | Big Time Adolescence                               | Monroe «Mo» Harris               |                             |
| 2019               | Tall Girl                                          | Jack Dunkleman                   |                             |
| Televisión         |                                                    |                                  |                             |
| Año                | Título                                             | Rol                              | Notas                       |
| 2011–2013          | Private Practice                                   | Mason Warner                     |                             |
| 2013               | Back in the Game                                   | Danny Gannon                     |                             |
| 2014               | Red Band Society                                   | Charlie                          |                             |
| 2017–presente      | American Vandal                                    | Sam                              | Serie original de Netflix   |
| 2020-2022          | Locke & Key                                        | Gabe                             | Serie original de Netflix   |
| Aparición especial |                                                    |                                  |                             |
| Año                | Título                                             | Rol                              | Episodio                    |
| 2010               | The Office                                         | Half Bred                        | WUPHF.com                   |
| 2011               | United States of Tara                              | Monty                            | Chicken 'n' Corn            |
| 2011               | United States of Tara                              | Monty                            | Bryce Will Play             |
| 2011               | United States of Tara                              | Monty                            | Crunchy Ice                 |
| 2014               | Silicon Valley                                     | Adderall Boy                     | Third Party Insourcing      |